# Tradescantia spathacea

## Nomes populares
abacaxi-roxo, moisés-no-berço.

## Descrição
Hebácea quase acaule, ereta, de aspecto suculento, encontrado na maioria dos países da América do sul, de 20–30 cm de altura, de folhagem ornamental.